# Solo Day
Solo Day è il quinto EP del gruppo musicale sudcoreano B1A4, pubblicato nel 2014.

## Tracce
1. Solo Day – 3:19
2. You Make Me A Fool (내가 뭐가돼; Naega Mwogadwae) – 3:29
3. Are You Happy (With Him?) (잘돼가; Jaldwaega) – 3:35
4. A Glass of Water (물한잔; Mulhanjan) – 3:23
5. Drive – 3:45
6. You (feat. Sunmi) – 3:22